# 帕塔帕塔尼山
16°0′31″S 68°25′15″W / 16.00861°S 68.42083°W
帕塔帕塔尼山（Patapatani），是玻利維亞的山峰，位於該國西部拉巴斯省的拉雷卡哈省和洛斯安地斯省，屬於安第斯山脈中玻利維亞瑞阿爾山脈的一部分，海拔高度5,452米。